# 阿德底斯姆战役
阿德底斯姆战役（Battle of Ad Decimum）或十里之役是汪达尔战争期间，罗马名将贝利撒留与汪达尔王国国王格列摩尔在迦太基附近进行的一次决战。最终贝利撒留击败了汪达尔军队，随后占领了迦太基。